# Diego Rivas Rego
Diego Rivas Rego (Narón, 27 de mayo de 1987) es un futbolista español.   que actualmente ejerce como  portero del Club Deportivo Arenteiro de la Primera RFEF de España.

## Trayectoria

### Como jugador
Diego Rivas Rego se formó en las categorías inferiores del Racing de Ferrol. Siendo juvenil, en la temporada 2005/06 llegó a ser convocado a un partido de liga de 2.ª División y a tres de 2.ª División B en la campaña siguiente. Posteriormente se fue al modesto Narón Balompé Piñeiros donde empezó su andadura como futbolista sénior.
En verano de 2009 firma por dos temporadas con el RC Deportivo de La Coruña para jugar en su filial.
El 1 de julio de 2011 firma con el CD Lugo, equipo con el que asciende a la Segunda División de España en la temporada 2011-2012 siendo una pieza clave del equipo. 
Tras una temporada exitosa, Diego firma con el Elche CF por tres temporadas. En su primera campaña con el club ilicitano, consigue el ascenso a la Primera División de España, disfrutando de muy pocos minutos, siendo Manu Herrera el portero titular.
En la temporada 2013-2014 es cedido a dos equipos de la Liga Adelante en busca de minutos, el SD Eibar y el CD Tenerife. Pero la historia se repite y en ambos clubes actúa como portero suplente.
Tras una etapa irregular, el jugador decide, en verano de 2014, rescindir su contrato con el Elche y probar suerte en el Albacete Balompié, firmando con el club manchego por una temporada.
En agosto de 2015, el jugador ficha por el Club Deportivo Guijuelo, la falta de minutos por el enorme momento de Kike Royo es un aliciente más para que el guardameta presione al club para que le deje salir y, firma por el Auckland City Football Club de la primera división de Nueva Zelanda, donde terminó subcampeón; aunque posteriormente ganaría la Liga de Campeones de la OFC 2016.
En junio de 2016, se compromete con el Real Murcia para la temporada 2016/2017.
En verano de 2017 regresa a casa, al Racing de Ferrol donde pasará por la 3°división, la 2°B y la actual 1°RFEF de donde asciende a la liga profesional de 2°División, tras terminar primeros de su grupo. Apenas juega en toda esa victoriosa temporada aunque sí que lo hizo en el último partido, el de los Campeones contra el Amorebieta, dejando la puerta a cero.

### Entrenador de porteros
Cuelga los guantes al término de la temporada 2022-23 y se convierte en entrenador de porteros del Club Deportivo Arenteiro de la Primera RFEF de España.En abril de 2024 el equipo gallego se encuentra con dos de sus tres porteros lesionados para el encuentro ante el Deportivo de La Coruña, siendo el tercero cedido por el equipo coruñés y en cuya cláusula se prevé una compensación económica para jugar contra el equipo cedente. En esta situación Diego Rivas sería el elegido para el partido, volviendo a ser temporalmente guardameta casi un año después de retirarse.
Finalmente, el 28 de abril vuelve a jugar, saliendo de titular en Riazor en el empate 2-2 contra el RC Deportivo.

## Clubes

### Como jugador
| Club                  | País          | Temporada | Categoría          | Partidos | Goles |
| --------------------- | ------------- | --------- | ------------------ | -------- | ----- |
| Racing Club de Ferrol | España        | 2005–2006 | Segunda B          | 0        | 0     |
| Narón Balompié        | España        | 2007–2009 | Tercera División   | -        | -     |
| RCD La Coruña "B"     | España        | 2009–2010 | Tercera División   | 8        | 0     |
| RCD La Coruña "B"     | España        | 2010–2011 | Segunda B          | 25       | 0     |
| CD Lugo               | España        | 2011–2012 | Segunda B          | 38       | 0     |
| Elche CF              | España        | 2012–2013 | Segunda División   | 4        | 0     |
| SD Eibar              | España        | 2013–2014 | Segunda División   | 3        | 0     |
| CD Tenerife           | España        | 2014      | Segunda División   | 2        | 0     |
| Albacete              | España        | 2014–2015 | Segunda División   | 10       | 0     |
| CD Guijuelo           | España        | 2015      | Segunda B          | 0        | 0     |
| Auckland City         | Nueva Zelanda | 2015–2016 | Premiership        | 13       | 0     |
| Real Murcia           | España        | 2016–2017 | Segunda B          | 26       | 0     |
| Lleida                | España        | 2017–2018 | Segunda B          | 38       | 0     |
| Racing Club de Ferrol | España        | 2018–2019 | Tercera División   | 36       | 0     |
| Racing Club de Ferrol | España        | 2019–2021 | Segunda B          | 48       | 0     |
| Racing Club de Ferrol | España        | 2021–2023 | Primera Federación | 8        | 0     |